# Philomeces gracilipes
Philomeces gracilipes là một loài bọ cánh cứng trong họ Cerambycidae.